# John Owen (teolog)
John Owen (ur. 1616, zm. 1683) – największy reformator XVII w., „książę purytanów”, doktor teologii, pastor, wicekanclerz Uniwersytetu w Oksfordzie, kapelan Olivera Cromwella, zwolennik tolerancji religijnej wobec protestanckich dysydentów.

## Dzieciństwo i studia w Oksfordzie
Jako niezwykle uzdolnione dziecko, w wieku 12 lat uzyskał zezwolenie rozpoczęcia studiów w Oksfordzie. W 1635 r. uzyskał tytuł magistra sztuk wyzwolonych, jednak studiował dalej teologię z myślą o karierze w Kościele anglikańskim. Był człowiekiem o żelaznej woli, sumienny, ambitny, nienasycony wiedzy. Podczas studiów wykazał się wielką pracowitością – spał przeważnie tylko cztery godziny na dobę, czym nadwerężył swe zdrowie.

## Służba duszpasterska
W 1643 r. rozpoczął służbę duszpasterską w wiosce Fordham, następnie w Coggeshall. Był oddanym duszpasterzem: regularnie nauczał i przeprowadzał wizyty domowe. Cieszył się wielkim szacunkiem parafian – na jego kazania przychodziło wielu słuchaczy, także z okolicznych miejscowości. Wygłaszał kazania regularnie przed gronem około 2 000 osób, co jak na owe czasy było wielkim zgromadzeniem.

## Działalność na polu edukacji i polityki
W 1646 roku zaproszono go do głoszenia kazań przed Parlamentem, a następnie do służby państwowej. Piastował urząd dziekana kolegium Christ Church, a następnie wicekanclerza Oksfordu, doprowadzając podupadły wówczas uniwersytet do stanu świetności.
Z racji swych zdolności Owen był często wzywany przez Parlament i Cromwella do Londynu na konsultacje w sprawach religijnych i państwowych. Pomimo tak wielkiego obciążenia licznymi obowiązkami, znajdował czas na pisanie licznych dzieł. W tym niezwykle pracowitym okresie powstały jego trzy krótkie traktaty, która nadal cieszą się dużą popularnością: O umartwianiu grzechu, O pokuszeniu oraz O społeczności z Bogiem.

## Po restauracji Stuartów
Owen cieszył się szacunkiem wielu wysoko postawionych osobistości i to tłumaczy fakt, iż po restauracji Stuartów, w okresie prześladowań purytan miał nieco większą swobodę niż inni kaznodzieje-nonkonformiści.
Nigdy jednak nie przestawał zabiegać słowem i piórem o swobody wyznaniowe dla dysydentów. Zabiegał osobiście m.in. o uwolnienie Bunyana, z którym się zaprzyjaźnił i na którego kazania sam uczęszczał. Kiedy Bunyan nie mógł znaleźć wydawcy dla dzieła swego życia – Wędrówki pielgrzyma, Owen namówił swego wydawcę do opublikowania pierwszej edycji tej powieści-alegorii.
W tym okresie Owen pisał wiele pism polemicznych, apologetycznych oraz dzieła swego życia: monumentalny komentarz do Listu do Hebrajczyków oraz traktat o Duchu Świętym. Jest to jego bardzo ważne dzieło, stanowiące rozwinięcie i podsumowanie wielkich zasad Reformacji w zakresie roli i działania Ducha Świętego w życiu człowieka. Owen w swym traktacie opisuje i wyjaśnia w całej pełni rolę i dzieło Ducha Świętego w życiu chrześcijanina: pokuty, odrodzenia, usprawiedliwienia i uświęcenia.

## Ostatnie lata
Owen pełnił swą posługę duszpasterską do końca – pomimo trapiących go dolegliwości. W swym ostatnim liście z sierpnia 1683 r. pokazuje swą miłość do Chrystusa:
“Idę do Tego, którego ukochała moja dusza, albo raczej Tego, który ukochał mnie miłością wieczną. I to jest dla mnie wystarczająca podstawa wszelkiej pociechy. ... Zostawiam łódź Kościoła w wielkiej burzy, skoro jednak jest w niej Wielki Pilot, odejście biednego wioślarza nie będzie miało znaczenia”.
Zmarł 24 sierpnia 1683 r. Jego grób znajduje się na londyńskim cmentarzu Bunhill Fields – „nekropolii purytanów”.

## Dzieła
Większość dzieł Owena jest nadal w druku. Godna polecenia jest 23-tomowa seria jego dzieł, która ukazała się nakładem wydawnictwa BOTT:
- The Works of John Owen – 23 tomy, BOTT, Edynburg 1967. Jest to reprint edycji z lat 1850–1853. Nie zawiera magnum opus Owena – traktatu o Duch Świętym (osoba, dzieło i dary Ducha).
- John Owen on The Holy Spirit – The Spirit and Regeneration (Book III z serii Pneumatologia), Diggory Press, ISBN 978-1-84685-810-9.
- John Owen on The Holy Spirit – The Spirit as a Comforter (Book VIII of Pneumatologia), Diggory Press, ISBN 978-1-84685-750-8.
- John Owen on The Holy Spirit – The Spirit and Prayer (Book VII of Pneumatologia), Diggory Press, ISBN 978-1-84685-752-2.
- John Owen on The Holy Spirit – The Spiritual Gifts (Book IX of Pneumatologia), Diggory Press, ISBN 978-1-84685-751-5.

## Wydania polskie
- Pierwszego wydanie polskie O umartwianiu grzechu ukazało się w 2007 roku nakładem toruńskiego Stowarzyszenia 'Świadome Chrześcijaństwo' ISBN 978-83-925793-0-4.